# Nyckelhålsmärkning

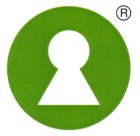
Nyckelhålet

Nyckelhålet är en symbol som mat i butiker och restauranger kan märkas med. Det är skapat av Livsmedelsverkets symbol och är till för att hjälpa konsumenter att hitta hälsosammare livsmedelsalternativ. Nyckelhålet används sedan juni 2009 även i Norge och Danmark; länderna har gemensamma regler.
Nyckelhålet ställer krav på fettmängd, fettkvalitet, fiberhalt och på hur mycket socker och salt ett livsmedel får innehålla. Frukt, grönsaker, kött och fisk får nyckelhålsmärkas liksom bröd, flingor, pasta, mejeri- och charkprodukter. I samband med att de tre länderna fick gemensamma regler infördes ett nytt kriterium om innehåll av fullkorn för att få nyckelhålsmärka bröd, hårt bröd och andra spannmålsprodukter med nyckelhålet.
Tidigare fick nyckelhålsmärkt mat innehålla upp till 14 % transfett, vilket ändrades efter att ha uppmärksammats i Dagens Nyheter.
Nyckelhålet är en frivillig märkning. Det är livsmedelsföretagen själva som ansvarar för att de livsmedel som nyckelhålsmärks uppfyller Livsmedelsverkets regler. I Sverige görs kontrollen av märkningen i första hand av den kommunala miljö- och hälsoskyddsnämnden.
Nyckelhålet har funnits sedan 1989.

## Historia
- 1985 – En idé om märkning av livsmedel i Norsjös butiker föddes. Det ledde till många möten med Norsjö kommun, landstinget och livsmedelsverket.[2]
- 1987 – Livsmedelsgrupper med hög fiberhalt och låg fetthalt märktes med Norsjösatsningens hjärta på hyllkanten.[2]
- 1989 – Märkningen blev rikstäckande och en ny symbol med nyckelhålet i svart eller grön färg på vit botten kunde sättas på vissa livsmedel[3]. Allteftersom omfattades fler livsmedel.[2]
- 2005 – Nytt koncept blir att det förutom fibrer och fett skall omfatta salt och socker, som ligger för beslut i EU.[2]

### Bakgrund
Epidemiologiska undersökningar under 1970-talet visade stora skillnader i Sverige i dödlighet i hjärt-kärlsjukdomar. I Västerbotten var dödligheten i dessa sjukdomar 40% högre bland personer som var yngre än 75 år än den i Halland, som hade lägst dödlighet i landet. Landstinget började i samarbete med Umeå universitet omkring 1980 planera för förebyggande befolkningsinsatser, Västerbottens hälsoundersökningar (VHU). Norsjö kommun var den av länets kommuner som hade den högsta dödligheten i de aktuella sjukdomarna och därför bestämdes för en mindre utvecklingsmodell i samverkan med kommun, näringsliv, organisationer och föreningar där primärvården hade nyckelrollen. En logotyp för projektet togs fram, VHU-loggan, som var ett stiliserat rött hjärta med kärl och användes bland annat för livsmedelsmärkning. Denna livsmedelsmärkning transformerades senare i samverkan med Statens livsmedelsverk till Nyckelhålet som enligt verkets föreskrift kunde vara i svart eller grön färg på vit botten och därmed blev rikstäckande.